# Лоуленд
Ло́уленд (англ. Lowlands, гэльск. a' Ghalldachd, скотс Lallans) — одна из двух историко-географических частей Шотландии, южная низинная часть страны. Термин используется вместе с термином Хайленд. Занимает рифтовую часть Среднешотландской низменности (англ. Central Belt), восточное побережье и Южно-Шотландскую возвышенность.
Под Лоулендом в Шотландии понимают территорию, населённую жителями, доминирующим языком которых дo позднего средневековья был англо-шотландский (один из германских языков, родственный английскому). Население Хайленда, в отличие от Лоуленда, использовало преимущенственно шотландский (гэльский) язык.